# Sunde/Valen
Sunde/Valen este o localitate din comuna Kvinnherad, provincia Hordaland, Norvegia, cu o suprafață de 1,9 km² și o populație de 2.258 locuitori (2013).